# آرامگاه فاطمه بنت شجاع
آرامگاه فاطمه بنت شجاع مربوط به دوره صفوی است و در شهرستان ساوه، روستای نیوشت واقع شده و این اثر در تاریخ ۲۰ دی ۱۳۵۵ با شمارهٔ ثبت ۱۳۰۸ به‌عنوان یکی از آثار ملی ایران به ثبت رسیده است.